# Sainte-Pience
Sainte-Pience era un comune francese di 289 abitanti situato nel dipartimento della Manica nella regione della Normandia. Dal 1º gennaio 2016, insieme a Braffais e Plomb, fa parte del nuovo comune di Le Parc.

## Storia

### Simboli
Lo stemma comunale era stato adottato il 3 marzo 2015.
La spada è attributo di santa Pience (Pientia) che secondo la tradizione sarebbe stata martirizzata nella diocesi di Rouen nel III secolo; i pastorali ricordano che Sainte-Pience dipendeva dal vescovo di Avranches; i leopardi d'oro in campo rosso sono simbolo della Normandia.

## Società

### Evoluzione demografica
Abitanti censiti